# Theo van Gogh (comerciante de arte)
Theodorus van Gogh (Zundert, 1 de maio de 1857 – Utreque, 25 de janeiro de 1891) foi um negociante de arte dos Países Baixos, irmão mais novo do pintor Vincent van Gogh. O apoio financeiro dado por Theo a seu irmão, a partir de 1880, lhe permitiu dedicar-se exclusivamente à pintura.[nota 1]

## Biografia

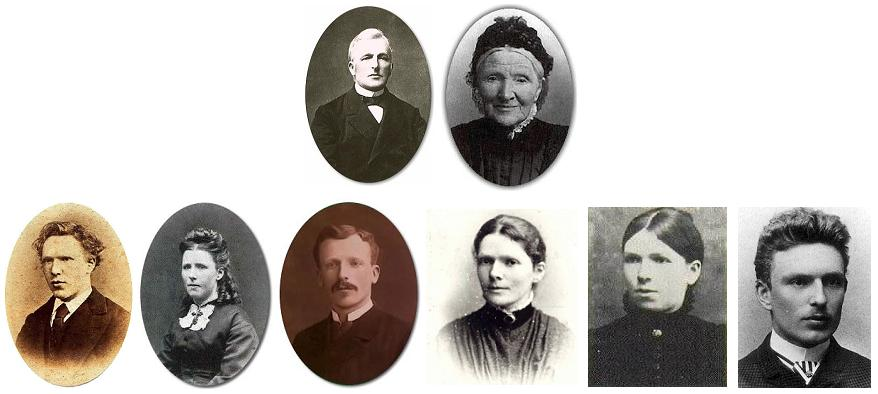
A família van Gogh.

Como seu irmão mais velho Vincent, Theodorus van Gogh, mais conhecido por seu apelido familiar Theo, nasceu em Groot-Zundert, na província de Brabant, nos Países Baixos, filho de Theodorus van Gogh e de Anna Cornelia Carbentus.

### Carreira profissional

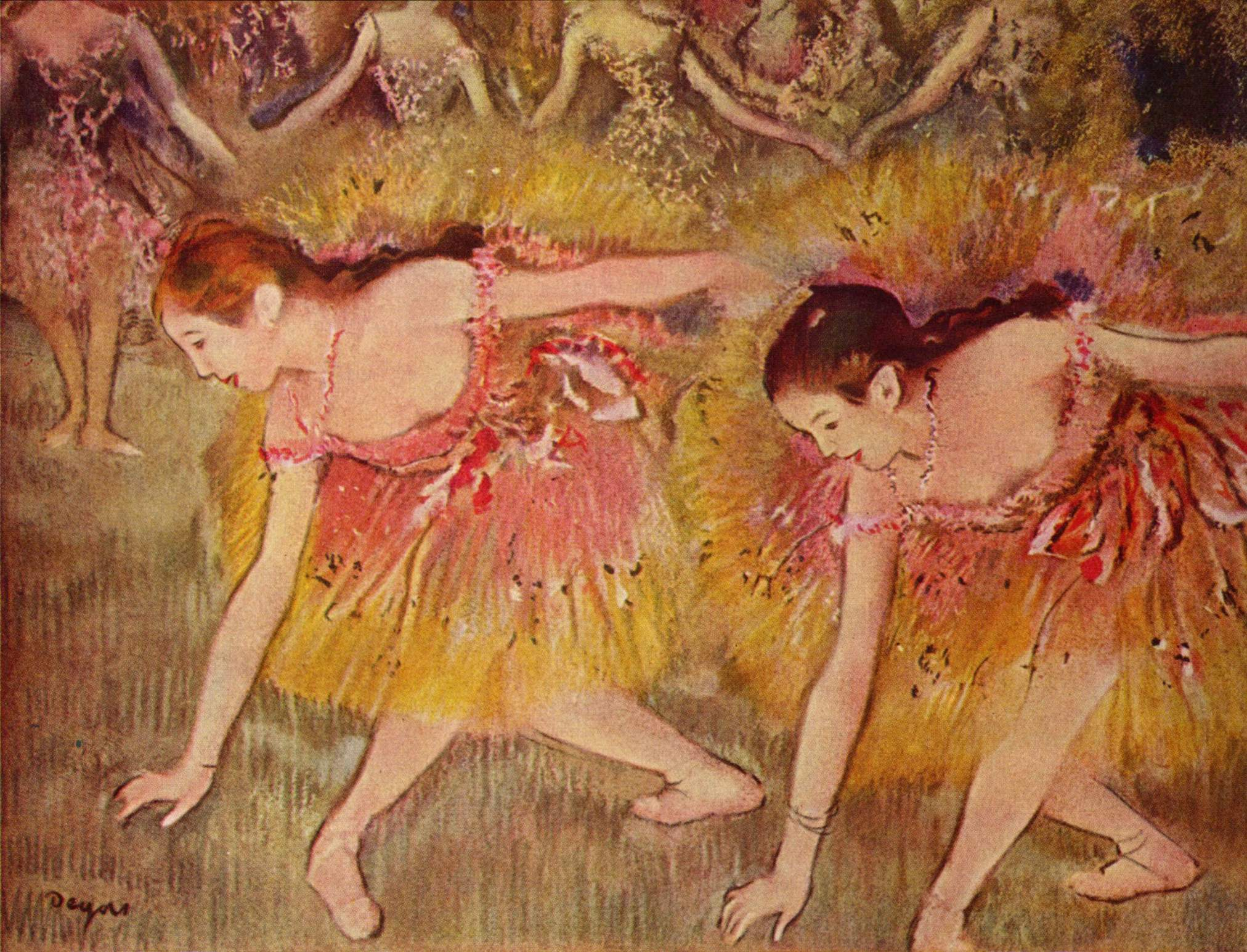
Degas foi um dos artistas que Theo promoveu através de seu trabalho.

Theodorus trabalhou por alguns anos no escritório dos negociantes de arte Parisienses Goupil & Cie nos Países Baixos, em Haia.
Theo ingressou no escritório de Bruxelas da mesma empresa em 1 de janeiro de 1873, como seu mais jovem contratado.
Após a mudança de Vincent para o escritório de Londres, Theo transferiu-se para o escritório em "The Hague", onde tornou-se um negociante de arte de sucesso.
Em 1884 foi transferido para o escritório principal da firma em Paris.

### Apoio aos artistas
A partir do inverno de 1880/1881 Theo começou a enviar materiais de pintura e uma mesada para dar suporte ao trabalho de Vincent, que retornara aos Países Baixos, como pintor.

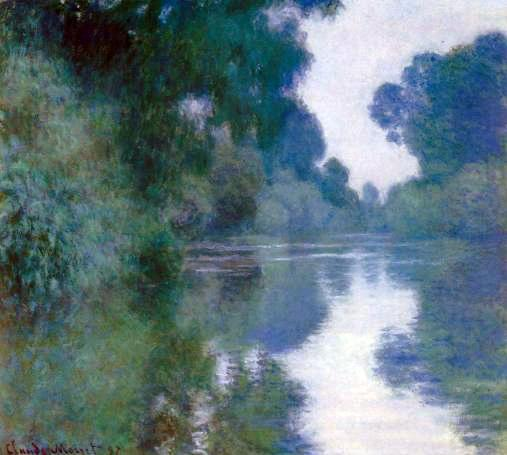
Obra impressionista de Monet.

Theo colaborou ativamente para a popularização de artistas Impressionistas como Claude Monet e Edgar Degas ao persuadir seus empregadores, "Goupil & Cie", a expor e adquirir suas obras.
Os dois irmãos mantiveram uma troca intensiva de correspondências onde Theo procurava encorajar seu irmão depressivo e Vincent desvelava seus pensamentos e sua alma de artista. Estas cartas foram reunidas e publicadas na forma de livro.

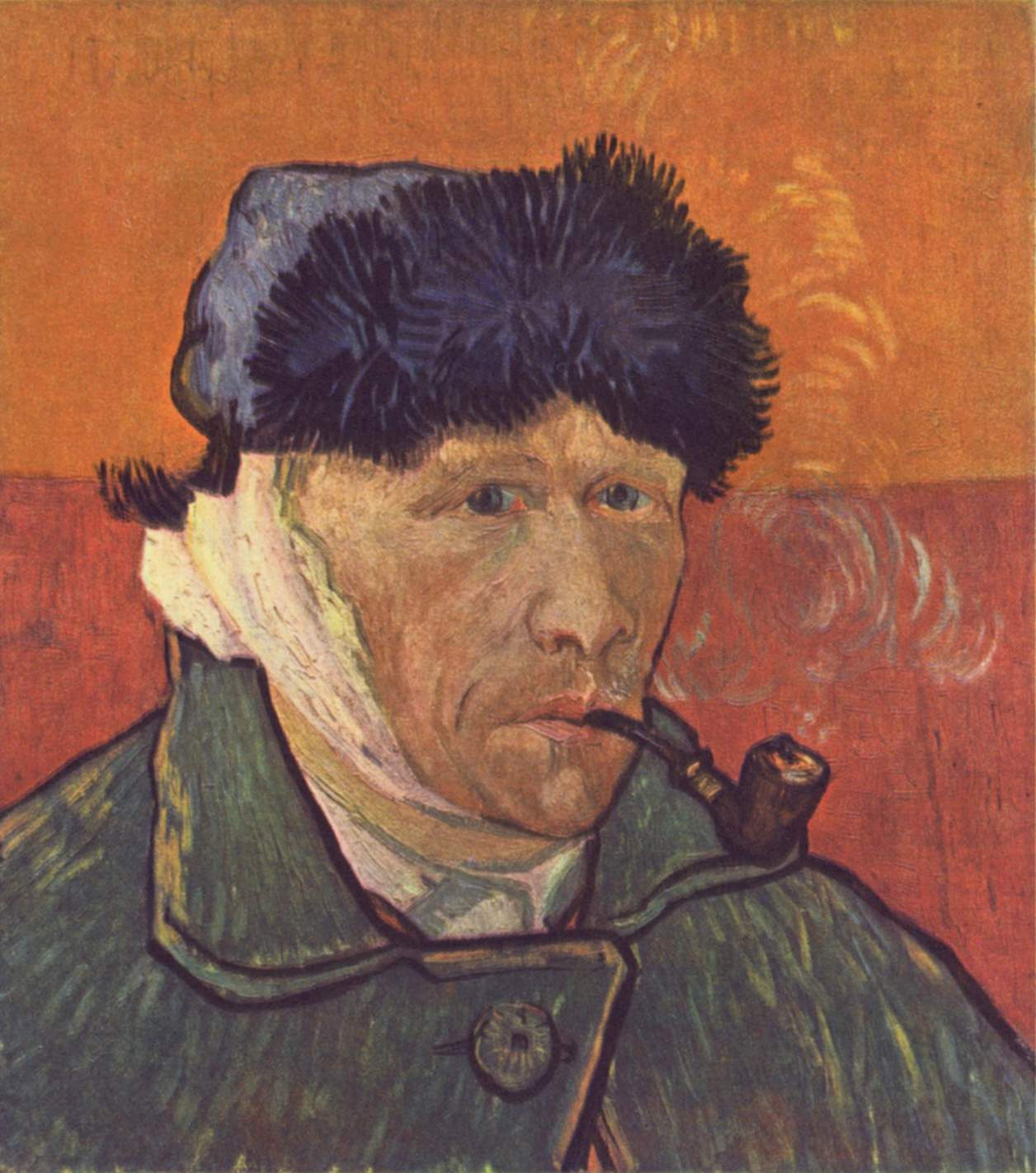
Vincent van Gogh em auto-retrato de 1889, após a lesão na orelha.

Em 1886 convidou Vincent a viver com ele, a partir de março deste ano compartilharam de sua moradia em Montmartre. Theo introduziu Vincent a Paul Gauguin, Paul Cézanne, Henri de Toulouse-Lautrec, Henri Rousseau, Camille Pissarro e Georges Seurat.
Em 1888 Theo persuadiu Gauguin a viver e trabalhar com Vincent em Arles com a proposta de dar início a uma comunidade de artistas. Nesta época Vincent se auto-inflige sua famosa lesão na orelha, episódio que posteriormente o leva à sua internação voluntária.

### Casamento
Em Paris, Theo conheceu Andries Bonger e sua irmã Johanna, com quem se casou em Amsterdam em 17 de abril de 1889.
O casal estabeleceu-se em Paris.
Em 31 de janeiro de 1890 nasceu o filho do casal, que recebeu o mesmo nome do tio pintor, Vincent Willem.
Em 8 de junho do mesmo ano a família visitou Vincent, que estava vivendo em Auvers-sur-Oise, próximo de Paris.

### Adoecimento e morte

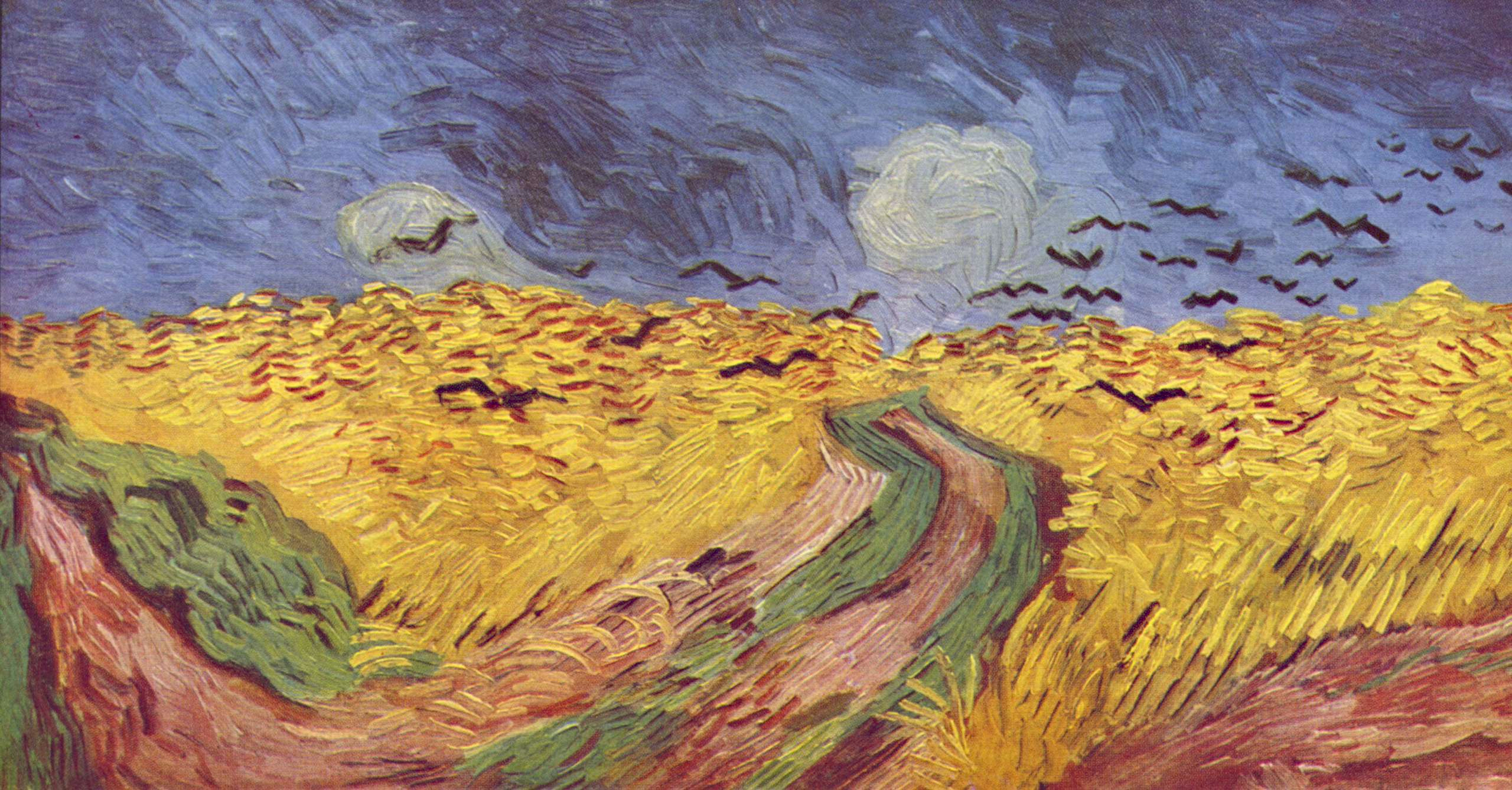
Os corvos, uma das últimas pinturas de Vincent, costuma ser associada ao seu suicídio.

Em Auvers, no dia 27 de julho de 1890, Vincent dispara um tiro contra si mesmo. Uma possível razão para sua atitude pode ter sido querer deixar de ser um encargo para seu irmão Theo, que além de sustentar Vincent tinha a responsabilidade de manter sua jovem família e sua envelhecida mãe.
Vincent faleceu dois dias mais tarde, na presença de Theo, recusando-se a submeter-se a qualquer cirurgia.
No dia seguinte Theo reportou os fatos a sua esposa e a sua mãe, partindo em seguida para a Holanda.
Poucos dias depois, no dia 30 de julho, Theo entrou numa profunda depressão, mostrando sinais de uma séria confusão mental.
Após uma tentativa infrutifera de persuadir a galeria Durand-Ruel a realizar uma exposição memorial retrospectiva das pinturas de Vincent, Theo improvisa no seu antigo apartamento em Paris uma primeira retrospectiva póstuma das obras de seu irmão, realizada em 20 de setembro de 1890 com o auxílio de Emile Bernard.
Em outubro de 1890, a pedido de seu cunhado Andries Bonger, Theo foi recebido no asilo de Auteuil, onde foi diagnosticado como vítima de um quadro de "excitabilidade maníaca aguda com megalomania e paralisia geral progressiva ".
A pedido de sua esposa, em Novembro de 1890 ele foi transferido para a "Instituição Médica para Insanos" (Geneeskundig Gesticht voor Krankzinnigen) em Utrecht, nos Países Baixos.

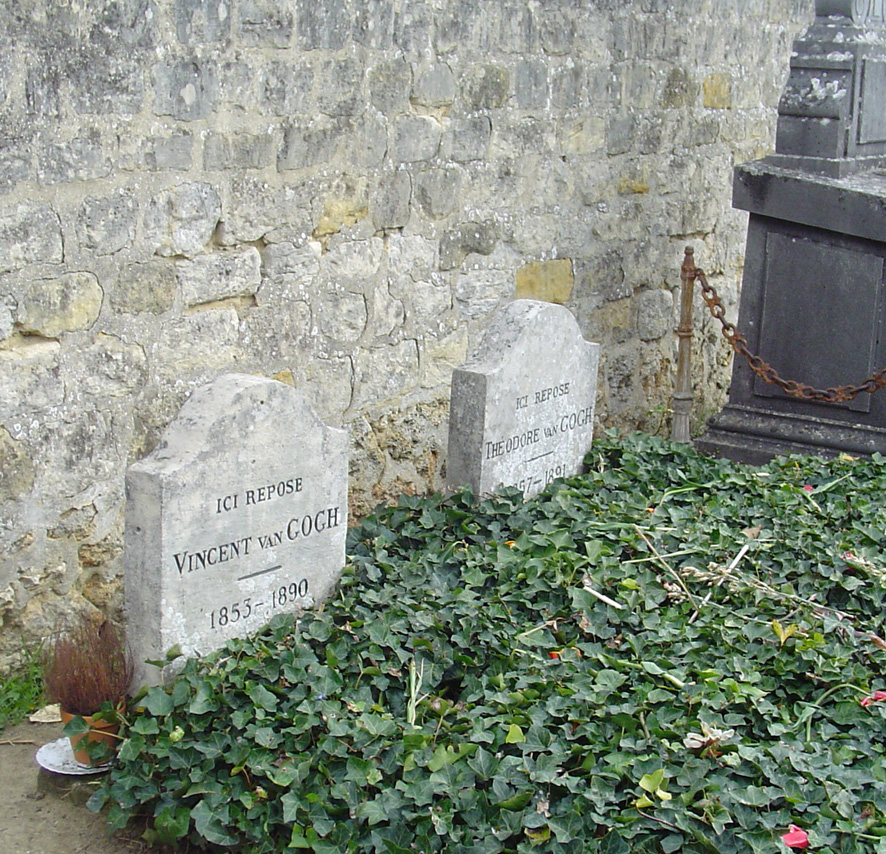
Os túmulos de Vincent e Theo van Gogh no cemitério de Auvers-sur-Oise.

Lá faleceu dois meses depois, com 33 anos de idade, por complicações de sífilis em fase terminal, sendo enterrado em Eerste Algemene Begraafplaats Soestbergen.

### Homenagem póstuma aos irmãos
Vinte e cinco anos depois de sua morte os restos mortais de Theo van Gogh foram transportados para a França, em 8 de abril de 1914 os dois irmãos foram enterrados lado a lado no cemitério de Auvers-sur-Oise.
No mesmo ano foi publicada pela primeira vez a correspondência trocada pelos dois irmãos.

## Vincent & Theo
O relacionamento entre os dois irmãos foi tema de um filme dirigido por Robert Altman que recebeu o título de "Vincent & Theo" (1990).